# Синият ангел
„Синият ангел“ (на немски: Der blaue Engel) е немски трагикомедиен филм на режисьора Йозеф фон Щернберг, който излиза на екран през 1930 година, с участието на Емил Янингс, Марлене Дитрих и Курт Герон в главните роли. 
Сценарият е на Карл Цукмайер, Карл Фолмьолер и Робърт Либман и е базиран на романа на Хайнрих Ман от 1905 г. „Професор Унрат“ и поставен във Ваймарска Германия. Филмът е първият пълнометражен немски филм с говор и донася на Дитрих международна слава.. В допълнение, тя представя нейната песен по музика на Фридрих Холандер и текст на Робърт Либман „Да се влюбиш отново“. Счита се за класика на немското кино. Филмът е заснет едновременно в немски и англоезичен вариант, въпреки че последната версия се смята за изгубена в продължение на много години. Германската версия се счита за „очевидно превъзходна“ - тя е по-дълга и не е помрачена от актьорите, които се борят с произношението си на английски.

## Сюжет
Учител в гимназията в малкото немско градче Имануел Рат е педант и ексцентрик. Един ден той открива, че учениците му в свободното си време посещават нощната пристанищна механа „Синият ангел“, където се изявява певицата Лола-Лола. По време на обучението си в клас студентите активно обсъждат шоуто на Лола-Лола, разглеждат нейните снимки. Тогава Имануел Рат решава да отиде в „Синия ангел“ и да сложи край на това безобразие, което прониква в училището от улицата. Самият той обаче попада под чара на прелестната Лола-Лола. Трагичната трансформация от уважаван професор, в кабаретен клоун и изпадането му в умопомрачение, заради увлечението си по певицата.

## В ролите
| Актьор                | Роля                           |
| --------------------- | ------------------------------ |
| Марлене Дитрих        | Лола Лола                      |
| Емил Янингс           | Професор Имануел Рат           |
| Курт Герон            | Киперт, магьосникът            |
| Роза Валети           | Густе, съпругата на магьосника |
| Ханс Алберс           | Мазепа, силният човек          |
| Райнхолд Бернт        | клоунът                        |
| Едуард фон Винтерщайн | директор на училището          |